# Tokyo Dive
Tokyo Dive é o quinto álbum de estúdio do JAM Project com músicas originalmente compostas para o próprio, e não para animes, tokusatsu ou jogos eletrônicos, como é de praxe em suas "Best Collections". Foi lançado em 18 de outubro de 2017 pela Lantis e possui 13 faixas.

## Produção
Originalmente, o álbum era para ter sido lançado em 27 de setembro, mas precisou de um curto adiamento. Uma turnê se iniciou um mês após o lançamento para promover o álbum, dela, nasceu o DVD/Blu-ray JAM Project JAPAN TOUR 2017-2018 TOKYO DIVE. Na mesma época, a banda lançou um app chamado MOTTO! MOTTO!! App, onde é possível comprar ingressos para shows; acessar vídeos, músicas, podcasts e até apresentações ao vivo. A banda tem um programa de rádio chamado “MOTTO! MOTTO!! Radio”, que também pode ser ouvido no app. Serviços disponíveis apenas no Japão e Taiwan.
Um videoclipe para a música TOKYO DIVE foi produzido. Apesar de não ser uma "Best Collection", inclui a música "EMG", composta para GARO -VANISHING LINE.
Um dos cantores, Hironobu Kageyama, é muito fã de ciclismo, e pratica o esporte com frequência. Ele usou um uniforme especial com arte deste álbum em algumas corridas.

## Recepção
O álbum chegou à 23ª posição na Billboard Japan (e à 39ª no Hot 100), e ficou três semanas no Oricon Albums Chart, chegando à 24ª posição.
O CD Journal analisou o álbum, dizendo que os "cinco talentosos vocalistas vão além dos limites das anisons com vozes poderosas, e só de ouvi-los já dá uma injeção de energia. Já a segunda metade do álbum possui músicas calorosas que te envolvem e te passam uma sensação de segurança. Um álbum bem balanceado para fãs iniciantes."
Sobre o álbum, o site Honey's Anime elogiou desde a capa, dizendo que ela se destacaria no meio de outros CDs, até a musicalidade, dizendo que "o JAM Project escolheu evoluir seu som ao invés de revolucionar seu paladar sonoro, o que funciona perfeitamente bem para seu crescente número de fãs."

## Faixas
| N.º            | Título                                  | Letras            | Música                                                            | Usada em:             | Duração |  |
| 1.             | "Spinning Out of Control"               |                   | R・O・N                                                           |                       | 2:05    |  |
| 2.             | "TOKYO DIVE"                            | Hironobu Kageyama | H. Kageyama e R・O・N                                             |                       | 5:20    |  |
| 3.             | "Kami no Kiba ~The Fang of Apocalypse~" | H. Kageyama       | H. Kageyama e Hisashi Koyama                                      |                       | 4:31    |  |
| 4.             | "BAD CITY 〜We'll be alright!〜"        | Masaaki Endoh     | M. Endoh e Masaki Suzuki                                          |                       | 4:12    |  |
| 5.             | "EMG"                                   | M. Okui           | H. Kitadani, Yoshichika Kuriyama, Shiho Terada e Atsushi Yokozeki | GARO -VANISHING LINE- | 4:27    |  |
| 6.             | "First Love"                            | M. Okui           | H. Kitadani e M. Suzuki                                           |                       | 4:38    |  |
| 7.             | "Shouri no Mirai -Toki-"                | H. Kitadani       | H. Kitadani e S. Terada                                           |                       | 4:02    |  |
| 8.             | "I KILL ~ikiru~"                        | M. Endoh          | M. Endoh e S. Terada                                              |                       | 5:09    |  |
| 9.             | "Alexandria"                            | Yoshiki Fukuyama  | Y. Fukuyama e A. Yokozeki                                         |                       | 5:52    |  |
| 10.            | "Swatch! ~Kimi wo Mamoritai~"           | H. Kageyama       | H. Kageyama e Tomohiro Nakatsuchi                                 |                       | 3:37    |  |
| 11.            | "sweet SWEET home"                      | Ricardo Cruz      | R. Cruz, S. Terada e Y. Kuriyama                                  |                       | 5:16    |  |
| 12.            | "Tokyo Scandal"                         | M. Endoh          | M. Endoh e Hirofumi Miyake                                        |                       | 4:32    |  |
| 13.            | "Everything"                            | M. Okui           | M. Okui, S. Terada e Y. Kuriyama                                  |                       | 5:25    |  |
| Duração total: | Duração total:                          | Duração total:    | Duração total:                                                    | Duração total:        | 59:06   |  |

## Integrantes
- Hironobu Kageyama
- Masaaki Endoh
- Hiroshi Kitadani
- Yoshiki Fukuyama
- Masami Okui
- Ricardo Cruz